# Mimosa angusta
Mimosa angusta är en ärtväxtart som beskrevs av George Bentham. Mimosa angusta ingår i släktet mimosor, och familjen ärtväxter. Inga underarter finns listade i Catalogue of Life.